# Actopan (Veracruz)
Actopan è una municipalità dello stato di Veracruz, nel Messico centrale, il cui capoluogo è la località omonima.
Conta 43.388 abitanti (2015) e ha una estensione di 859,53 km². 	 		
Il significato del nome della località in lingua nahuatl è luogo fertile.